# Al Capone
Alphonse Gabriel Capone (født 17. januar 1899, død 25. januar 1947) eller "Scarface Al" Capone, var en berygtet amerikansk gangster i 1920'erne og 1930'erne.
Capone var en af de helt store spritsmuglere og tjente enorme summer på den 18. konstitutionsændring (spiritusforbuddet, der blev vedtaget i 1920, også kendt som Volstead-loven eller bare "Prohibition" (forbuddet)).
Al Capone blev født og voksede op i Brooklyn i New York. Hans forældre var italienske immigranter. Her var han involveret i kriminelle aktiviteter og fik i den forbindelse det barberbladsar, som gav ham øgenavnet 'scarface'. Han flyttede til Chicago på sin vej op igennem den kriminelle underverden.
Capone opbyggede sin "virksomhed", kaldet The Chicago Outfit, til han blev dømt for skattesvindel i 1931 og indsat i statsfængslet i Atlanta, Georgia. Under forbudstiden var Elizebeth Friedman ansvarlig for at bryde koder, der blev brugt af narkotika- og alkoholsmuglere, og var dermed medvirkede til at få anklaget Al Capone. Tre år senere blev han overført til Alcatraz i San Francisco-bugten i Californien, også kaldet "The Rock". Her sad han til januar 1939, hvor han blev overført til fængslet på Terminal Island i Californien. Herfra blev han løsladt i november samme år.

## Familie
Al Capone blev gift med Mae Josephine Coughlin (11. april 1897 New York City-16. april 1986, Broward County i Florida) den 30. december 1918, og de fik sønnen Albert Francis "Sonny" Capone (4. december 1918 i Chicago–8. juli 2004 i Florida).

## Capone i populærkulturen
Capone er blevet portrætteret på film af en lang række skuespillere, herunder Wallace Beery, Paul Muni, Barry Sullivan, Rod Steiger, Neville Brand, Jason Robards, Ben Gazzara, Al Pacino, Robert De Niro, Stephen Graham og Tom Hardy.

## Fodnoter
1. ↑  "Mount Carmel". Oldghosthome.com. Arkiveret fra originalen 3. september 2004. Hentet 17. oktober 2014.
2. ↑  bodysize.org (fra Wikidata).
3. ↑  Haynes, Suyin (11. januar 2021). "How America's 'First Female Cryptanalyst' Cracked the Code of Nazi Spies in World War II—and Never Lived to See the Credit". Time. Hentet 12. januar 2021.

 Der er for få eller ingen kildehenvisninger i denne artikel, hvilket er et problem. Du kan hjælpe ved at angive troværdige kilder til de påstande, som fremføres i artiklen.